# Arashi
Arashi (嵐, tempestade em japonês) foi uma boy band japonesa criada pela agência de talentos Johnny's Entertainment. Os membros foram Satoshi Ohno, Jun Matsumoto, Kazunari Ninomiya, Sho Sakurai e Masaki Aiba. O grupo foi formado oficialmente em 15 de setembro de 1999, em Honolulu, Havaí e lançou o seu álbum de estreia em 3 de novembro de 1999. O grupo inicialmente assinou contrato com a Pony Canyon e lançou um álbum de estúdio e seis singles -começando com o seu single homônimo de estreia em 1999- antes de se mudar para o selo subsidiário da Johnny, J Storm em 2001, que foi inicialmente criado para seus lançamentos seguintes. Enquanto seu primeiro single que estreou no topo do gráfico semanal da Oricon vendeu um pouco mais de meio milhão de cópias, o grupo enfrentou vendas lentamente em declínio.
Com o lançamento de seu décimo oitavo single "Love So Sweet", Arashi começou a ganhar sucesso comercial. "Love So Sweet" foi usada como tema de abertura para o drama Hana Yori Dango 2, tornando-se um dos singles top cinco mais vendidos de 2007 no Japão e primeiro single do grupo a exceder 400.000 cópias vendidas globalmente em quase sete anos. Para os próximos dois anos, Arashi ganhou uma série de conquistas e recordes, como eles se tornarem o primeiro artista a colocar os dois principais rankings na Oricon Singles Chart anual por dois anos consecutivos com seus singles "Truth/Kaze no Mukou e" e "One Love" em 2008 e, "Believe/Kumorinochi, Kaisei" e  "Ashita no Kioku/Crazy Moon (Kimi wa Muteki)" em 2009, liderou simultaneamente os gráficos anuais de singles, álbuns e DVD musicais de 2009 da Oricon, e se tornou o terceiro artista na história da Oricon a monopolizar os três primeiros singles mais vendidos do ano. Em 2010, todos os seis singles do Arashi ficaram dentro do top dez da Oricon Singles Chart anual, e seu álbum de milhões de vendas Boku no Miteiru Fuukei foi nomeado o álbum mais vendido do ano no Japão. Em maio de 2015, o grupo vendeu mais de 30 milhões de discos e se tornou a segunda melhor boy band de venda na Ásia.
No dia 27 de janeiro de 2019, foi anunciado que o grupo cessará as atividades em 31 de dezembro de 2020 por tempo indeterminado. O Arashi anunciou que encerrará oficialmente suas atividades em maio de 2026. O grupo fará uma turnê de despedida na primavera de 2025 para se reencontrar com os fãs.